# Senat Rządzący

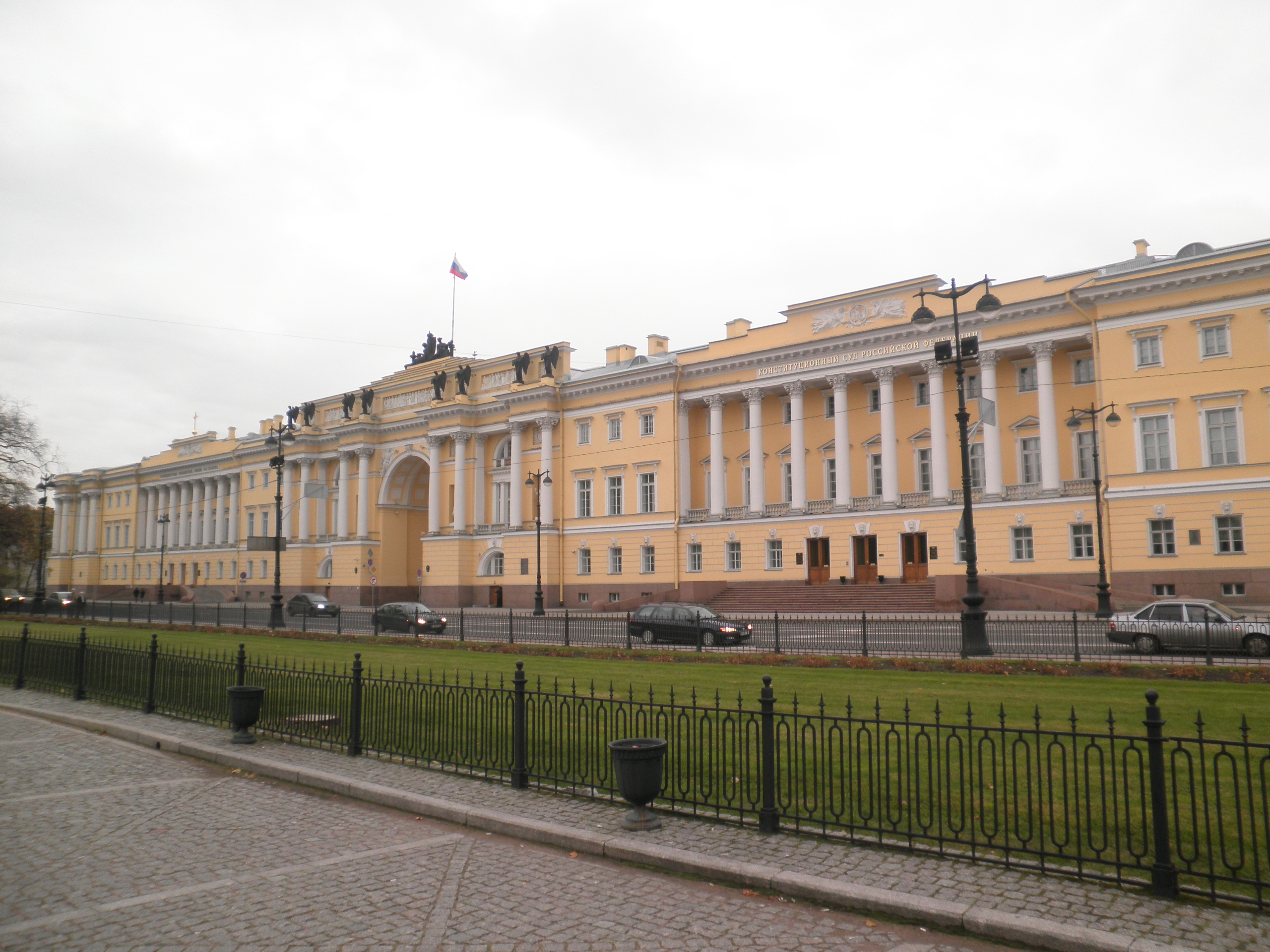
Budynek Senatu w St. Petersburgu

Senat Rządzący (ros. Правительствующий сенат) – powołany w 1711 roku przez Piotra I w ramach jego reform. Senat ten zastępował monarchę podczas jego nieobecności, ale posiadał również szerokie uprawnienia podczas przebywania władcy na miejscu. Należało do nich m.in.:
- zarządzanie finansami i troska o zwiększenie dochodów skarbu
- nadzór nad działalnością administracji i sądownictwa
- kontrola nad wykonywaniem ustaw
- opracowywanie projektów ustaw (w razie naglącej potrzeby był upoważniony do wydawania ustaw)
- sprawowanie sądownictwa w najwyższej instancji

Pierwotne szerokie kompetencje Senatu z czasem uległy ograniczeniu do kontroli nad administracją i sądownictwem. Jeden w wydziałów (Особое присутствие Правительствующего сената) był sądem w sprawach politycznych (np. proces stu dziewięćdziesięciu trzech).